# Лікопен
Лікопін — пігмент з групи каротиноїдів, могутній антиоксидант. Лікопін надає томатам червоний колір.
Епідеміологічними дослідженнями встановлено, що для людей з високим показником лікопену в крові ризик захворювань на деякі види раку та серцево-судинні захворювання знижується.
Найкраще лікопін засвоюється з термічно оброблених продуктів: томатний сік, соуси та кетчуп є кориснішими, ніж салат із помідорів. Схожими властивостями наділені: рожевий грейпфрут, кавун, гострий червоний перець, папая.